# Vicente de Paulo Araújo Matos
Vicente de Paulo Araújo Matos (* 11. Juni 1918 in Itapagé, Ceará, Brasilien; † 6. Dezember 1998) war Bischof von Crato.

## Leben
Vicente de Paulo Araújo Matos nach dem Studium der Katholischen Theologie und Philosophie empfing am 29. November 1942 das Sakrament der Priesterweihe.
Am 21. April 1955 ernannte ihn Papst Pius XII. zum Titularbischof von Antiochia ad Maeandrum und bestellte ihn zum Weihbischof in Crato. Der Erzbischof von Fortaleza, Antônio de Almeida Lustosa SDB, spendete ihm am 11. Juni desselben Jahres die Bischofsweihe; Mitkonsekratoren waren der Bischof von Limoeiro do Norte, Aureliano de Matos, und der Bischof von Crato, Francisco de Assis Pires.
Am 28. Januar 1961 ernannte ihn Papst Johannes XXIII. zum Bischof von Crato. Papst Johannes Paul II. nahm am 1. Juni 1992 das von Vicente de Paulo Araújo Matos aus Altersgründen vorgebrachte Rücktrittsgesuch an.
Vicente de Paulo Araújo Matos nahm an allen vier Sitzungsperioden des Zweiten Vatikanischen Konzils teil.